# Odio a Botero
Odio a Botero fue una banda de hardcore punk formada en Bogotá, Colombia en el año 2001. Considerada como una de las agrupaciones más reconocidas del género en su país. Odio a Botero grabó tres álbumes de estudio y otros trabajos discográficos.
La propuesta de la agrupación se caracteriza por su sonido rudo y sus letras irreverentes, denominadas como invitaciones al desenfreno y como una crítica a la estupidez y a la pretensión.
La agrupación se disolvió por última vez en el año 2020 debido a controversias relacionadas con la conducta sexual de su líder, René Segura.

## Historia

### Inicios
Odio a Botero, surgió en 2001, como un ensamble de músicos disidentes de otras agrupaciones, siguiendo la propuesta humorística del grupo Defenza.
El nombre "Odio a Botero", surgió de una canción del grupo, en burla al pintor y escultor colombiano Fernando Botero, a quien los integrantes de la banda califican como mediocre y facilista. Esta posición generó en 2006 una controversia por la negativa (posteriormente reconsiderada) para que el grupo se presentara en la edición de ese año del Festival Internacional Altavoz, realizado en Medellín, ciudad natal del artista.
Su presentación oficial se dio en la edición de 2002 de Rock al Parque, para luego darse a conocer en el circuito subterráneo bogotano. En 2004 presentaron Odio a Botero... ahora con más punk, su primer trabajo discográfico, el cual recibió comentarios positivos de la crítica, por su propuesta que combinaba irreverencia con música de calidad, logrando un gran reconocimiento en el medio subterráneo nacional, convirtiéndolos en una de las bandas más importantes de Colombia en su momento. 
René Segura comienza a tocar guitarra debido a que su hermano mayor tocaba el instrumento. En el colegio, conoce a Alejandro Pinzón con quien formó una banda de punk llamada Basura, con la que tocó de manera subterránea en Bogotá, con varios bateristas sin obtener ninguno definitivo. En el arte del disco compilatorio de su música prensado en 2001 se enuncia: basura es, ha sido y serán René Segura y Alejandro Pinzón. Tras varios años tocando en pequeños bares, Basura deja de tocar.
En 1999 René Segura es llamado por el último baterista de Basura para conformar una banda de hardcore, completándose el proyecto formalmente con la llegada de Jaime Angarita en la guitarra. Es así como Defenza, bautizada de ese modo por René Segura, empieza a ser reconocida rápidamente lanzando su primer LP en 2000. Este disco les llevó a participar en dos ediciones de Rock al Parque.
Las letras de Defenza en un principio tenían la carga política que trabajaba René desde sus tiempos en Basura, pero poco a poco fueron transformándose en temáticas referidas al absurdo y a hechos de la cultura popular colombiana.

### Consolidación
El éxito de Defenza consistía básicamente en la postura concebida por René, en la que hacer hardcore no significaba vivir como un harcorero. Escuchar hardcore no significa renunciar a otros géneros, no significa vestirse o mejor disfrazarse como uno. La gráfica y puesta en escena de Defenza contradecía totalmente los cánones usuales del hardcore y de la escena nacional. Durante la producción del segundo LP René Segura y Jaime Angarita, quienes habían creado una buena amistad fundada en muchas coincidencias conceptuales que no compartían los otros miembros de la banda, deciden hacer un proyecto aparte llamado Odio a Botero, retomando la estética punk de Basura y los antecedentes hardcore con Defenza. Llaman a Alejandro Pinzón bajista de Basura y al baterista Hellman Fábregas (reemplazado por Santiago Vilá en 2001, quien fuera reemplazado en 2005 por Gregorio Merchán) de Power Dedo, banda de infancia de Jaime Angarita, para completar el proyecto.
En esta nueva etapa, Jaime Angarita se encargó casi por completo de la producción musical, mientras René consolidaba la parte lírica y conceptual de la banda; más adelante la parte lírica estaría a cargo de Jaime Angarita y René. Este hecho motivó a buscar más espacio musical y a buscar una voz femenina que generara un contraste musical con la voz de René. Así conocen a una ex violinista de la sinfónica juvenil de Bogotá, quien audicionó para la banda. Carolina Cantor entra a la banda en 2001, aportando la pieza que faltaba para consolidar la estética única de la banda, en la que el poder de la música punk se combina y contrasta con los elementos estructurales y melódicos del pop. 
Su primer LP es una obra de 23 temas, la cual explora distintos géneros y formas dentro de una estética enmarcada en el punk no a manera de género, sino de actitud de libertad e independencia. Este disco coloca a Odio a Botero entre las bandas más reconocidas del medio nacional con 2 participaciones críticamente aclamadas en Rock al Parque y presentaciones en varias ciudades de Colombia. Canciones como “3.5”, “R.U.M.B.A.” "Por qué corre el celador" y “Carta al Niño Dios” se convirtieron en éxitos underground en distintas emisoras y medios independientes de todo el país. 
A finales del 2005, Odio a Botero se pone en contacto con Iván Benavides, reconocido productor detrás de los éxitos de Carlos Vives y Sidestepper para producir el segundo LP de la banda. En este proceso conocen al músico e ingeniero Ernesto Santos, recientemente llegado a Colombia, quien se encargaría de la grabación y coproducción del nuevo material de la banda.
En 2006, siguiendo su propuesta humorística, presentaron los Premios Odio a Botero, un concierto-parodia realizado anualmente en el que el grupo pretende seleccionar lo peor de la música en Colombia a través de categorías como "Premio a toda una vida de fracasos", "Peor imitación de Carlos Vives" (en abierta crítica al tropipop) o "Peor grupo de rock colombiano" (en el cual se nominan a sí mismos).
En 2007, el grupo presentó su trabajo Kill The Cuentero, el cual por la calidad de su propuesta, fue catalogado por la revista Semana dentro de los mejores discos colombianos de ese año.
A partir del reconocimiento de René Segura como cantante, este empieza una carrera paralela como escritor y activista de ideas. En 2005 publica en el sitio Web de la banda la obra "Los Diálogos del Señor Plátano", compilación de ideas acerca de la vida enmarcada dentro del criterio del "NO IMPORTA", la vida es mejor cuando no importa. El libro es un recorrido por las temáticas recurrentes en la historia de la humanidad: el sentido de la existencia, el valor de la vida, mientras se desarrolla con temas que unos podrían considerar jocosos o irónicos. 
Haciendo una sátira de escala nacional, René Segura se lanza de manera no oficial a la presidencia de la república en 2006 durante una charla con el ese entonces presidente Álvaro Uribe Vélez. Este hecho genera en diversos espacios y medios un llamado de atención a la opinión pública que se divide entre definirle como un loco o como el más sensato de los candidatos al no prometer nada y simplemente ver qué se puede hacer.

### Década de los 2010
A partir de 2010, la banda entra en suspensión, y con excepción de la producción en 2011 del tema principal de la película de Carlos Moreno (cineasta) llamada Todos tus muertos, la banda no realiza ninguna otra actividad.
A finales del 2013, la banda anuncia su regreso con 2 conciertos en Bogotá y Cali, presentando oficialmente la nueva alineación de la banda que incluye a la joven vocalista Gabriela Ponce y al baterista Juan David Rojas, los dos nuevos en la escena local. La banda anunció una corta gira de conciertos en Bogotá y otras capitales de Colombia. Acerca del regreso a la escena musical el guitarrista de la banda comenta "...retomar no surgió del deseo de seguir en la tarima o de seguir haciendo uso del micrófono, simplemente sucedió que los elementos necesarios se alinearon para que convergiéramos de nuevo, sintiéndonos tan innecesarios como antes y disfrutando la posibilidad de hacer sonar duro los instrumentos y las ideas".
En el mes de diciembre del año 2017, la banda regresa con su tercer álbum oficial denominado "Bardo", volviendo de forma permanente a la escena local del punk colombiano.  Adicionalmente, la canción Fuck The Tomba formó parte de la banda sonora del documental del actor Hernando Casanova, personaje al cual se le hace mención en dicha canción.

## Controversias
La presencia de la agrupación en la vida pública se vio interrumpida en el año 2020 durante la Pandemia de COVID-19 después de declaraciones de la cantautora Gabriela Ponce, en las que acusa de acoso sexual a René Segura, líder y vocalista. Segura negó las acusaciones y expresó su intención de refutar las declaraciones de Ponce con pruebas y testigos. A fecha de julio de 2025 la refutación no se ha hecho pública.

## Discografía
- The Omar Nelson Experience. Intolerancia Colombia (2002)[13]
- Odio a Botero. Sum Records (2003)[14]
- Lechonería Manson. (EP) Perfect Records (2005)[15]
- Kill the cuentero. Surfonic (2007)[16]
- Bardo. Intolerancia Colombia (2017)[1]
- The legend of Odio a Botero. Independiente (2017)[17]